# L'Isle-en-Dodon

L'Isle-en-Dodon este o comună în departamentul Haute-Garonne din sudul Franței. În 2009 avea o populație de 2.034 de locuitori.

## Evoluția populației
| An        | 1975  | 1982  | 1990  | 1999  | 2006  | 2009  |
| --------- | ----- | ----- | ----- | ----- | ----- | ----- |
| Populație | 2.022 | 2.039 | 2.037 | 1.905 | 2.035 | 2.034 |